# Eugen Feil
Eugen Joseph Feil (* 14. Juli 1879 in Hüttlingen (Württemberg); † 15. August 1920 in Berlin-Charlottenburg) war ein deutscher Politiker (Zentrum).

## Leben
Feil studierte von 1898 bis 1904 in Tübingen katholische Theologie und Kameralwissenschaft. Er war seit 1904 Mitglied der katholischen Studentenverbindung AV Cheruskia Tübingen im CV.
Er wurde im Dezember 1910 Finanzassesor. Er war dann Finanzamtmann in Göppingen und wurde Ende Juni 1920 Oberregierungsrat in Berlin.
Feil wurde am 3. Juni 1916 in einer Ersatzwahl für den verstorbenen Viktor Rembold Abgeordneter des Wahlkreises Aalen in der Zweiten Kammer des württembergischen Landtags. 
1919 rückte er für die ausgeschiedene Amélie von Soden in die Verfassungsgebende Landesversammlung des freien Volksstaates Württemberg nach.

## Links
- Eintrag zu Eugen Feil im Universitätsarchiv Tübingen